# The Last Wagon
The Last Wagon (bra: A Última Carroça; prt: A Última Caravana) é um filme estadunidense de 1956, dos géneros faroeste, aventura e drama de ação, realizado por Delmer Daves, também autor do roteiro, ao lado de James Edward Grant e Gwen Bagni.

## Elenco
- Richard Widmark... comanche Todd
- Felicia Farr... Jenny
- Susan Kohner... Jolie Normand
- Tommy Rettig... Billy
- Stephanie Griffin... Valinda Normand
- Ray Stricklyn... Clint
- Nick Adams... Ridge
- Carl Benton Reid... gen. Oliver O. Howard
- Douglas Kennedy... cel. Normand
- George Mathews... xerife Bull Harper
- James Drury... tte. Kelly
- Ken Clark... sargento
- Timothy Carey... Cole Harper
- Juney Ellis... mme. Clinton
- Abel Fernandez... Feiticeiro apache
- George Ross... Sarge

## Sinopse
Grupo de colonos numa carroça sobrevive a um ataque de apaches graças a "Comanche Todd", homem branco que viveu entre os índios e em cujas mãos os colonos passam a confiar suas vidas, sem saber que ele é um foragido da lei, condenado à morte por três assassinatos.